# フォーンネット

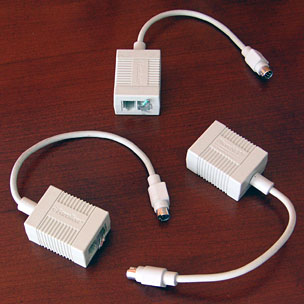
PhoneNetアダプター

フォーンネット (PhoneNet) はFarallon Computing（現 Netopia）によって開発された、AppleTalk用物理層の一実装である。Apple ComputerのLocalTalk用の高価なシールドツイストペアケーブルを使う代わりに、フォーンネットは標準の4線式電話コードとモジュラーコネクタを用い、一般的にデイジーチェーンと呼ばれるトポロジーを採用していた。フォーンネットはたった2線しか使わなかったので、既存の電話線と一緒に配線でき、壁コンセントの中で1つはRJ-11コンセントのアナログ電話、もう一つはフォーンネットアダプタのついたAppleTalkの2つに分けることができた。
PhoneNetトランシーバは古いMacintoshネットワーク用にサードパーティーから提供されているが、フォーンネットトランシーバ用に必要なRS-422シリアルポートは初代iMacでUSBにリプレイスされた。今やすべてのMacintoshネットワークは仮想的にイーサネットや無線LAN(Wi-Fi)、またはThundrboltIP (IP over Thunderbolt) を用いて超高速なお手軽ネットワークを構築できるようになっている。